# Perdita pectidis
Perdita pectidis är en biart som beskrevs av Cockerell 1896. Perdita pectidis ingår i släktet Perdita och familjen grävbin. Inga underarter finns listade i Catalogue of Life.